# 莱蒂安
莱蒂安（法語：Léthuin，法語發音：[letɥɛ̃]）是法国厄尔-卢瓦省的一个市镇，属于沙特尔区。

## 地理
莱蒂安（48°22'5"N, 1°52'7"E）面积7.18 平方千米，位于法国中央-卢瓦尔河谷大区厄尔-卢瓦省，该省份为法国北部内陆省份，北起顺时针与厄尔省、伊夫林省、埃松省、卢瓦雷省、卢瓦-谢尔省、萨尔特省和奧恩省接壤。
与莱蒂安接壤的市镇（或旧市镇、城区）包括：维耶维尔。

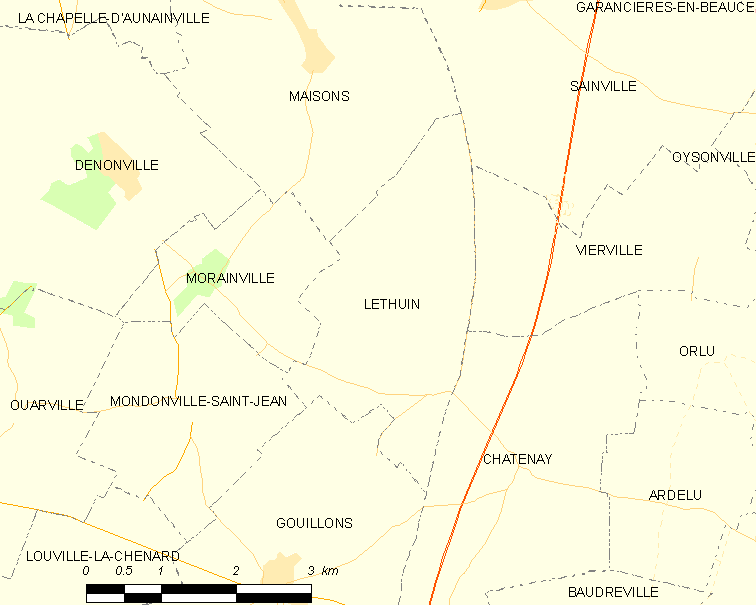
莱蒂安的OSM定位图

莱蒂安的时区为UTC+01:00、UTC+02:00（夏令时）。

## 行政
莱蒂安的邮政编码为28700，INSEE市镇编码为28207。

## 政治
莱蒂安所属的省级选区为欧诺县。

## 人口

1962-2008年间莱蒂安人口变化图示

莱蒂安于2022年1月1日时的人口数量为240人。